# ATP German Open 1990
Il German Open 1990 è stato un torneo di tennis giocato sulla terra rossa. È stata l'84ª edizione del Torneo di Amburgo, che fa parte della categoria ATP Super 9 nell'ambito dell'ATP Tour 1990. Si è giocato al Rothenbaum Tennis Center di Amburgo in Germania, dal 7 al 14 maggio 1990.

## Campioni

### Singolare
Juan Aguilera ha battuto in finale  Boris Becker, 6–1, 6–0, 7–6.

### Doppio
Sergi Bruguera /  Jim Courier hanno battuto in finale  Udo Riglewski /  Michael Stich, 4–6, 6–1, 7–6.